# جان جيريت فان غيلدر
جان جيريت فان غيلدر (بالهولندية: Jan Gerrit van Gelder)‏ هو أستاذ جامعي هولندي، ولد في 27 فبراير 1903 في آلكمار ‏ في هولندا، وتوفي في 9 ديسمبر 1980 في Utrecht ‏ في هولندا.